# Graomys edithae
Graomys edithae är en däggdjursart som beskrevs av Thomas 1919. Graomys edithae ingår i släktet Graomys och familjen hamsterartade gnagare. IUCN kategoriserar arten globalt som otillräckligt studerad. Inga underarter finns listade i Catalogue of Life.
Denna gnagare är bara känd från ett mindre område i norra Argentina. Det är en bergstrakt som ligger 3000 meter över havet. Djuret hittades på en Bergsäng.